# Giuseppe Mangiapane
Giuseppe Mangiapane (Furnari, 3 ottobre 1932 – Messina, 10 ottobre 2021) è stato un politico italiano.